# Křest ponořením

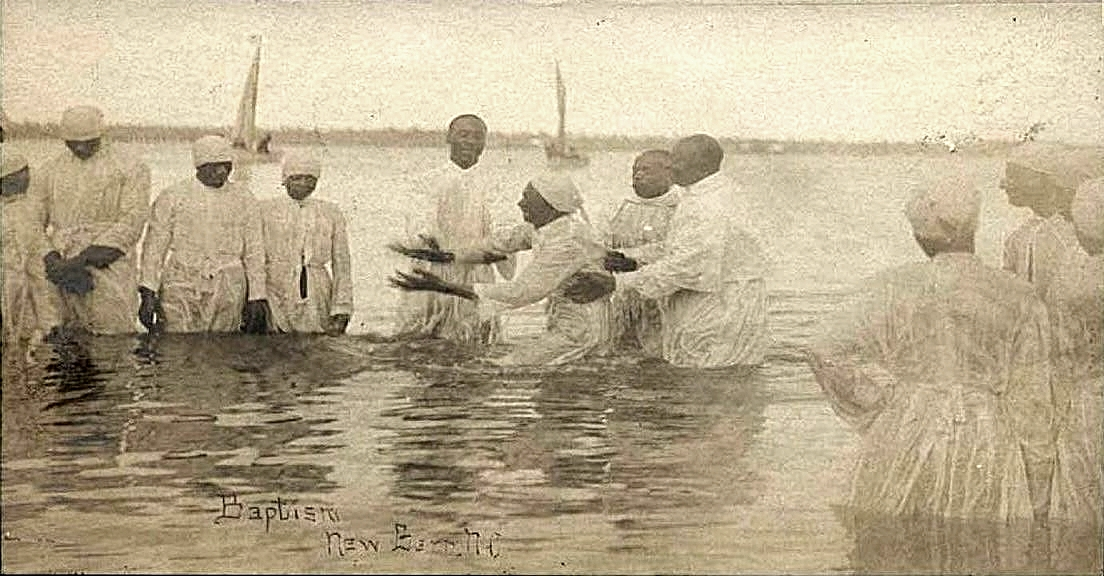
Křest úplným ponořením do řeky v New Bernu v Severní Karolíně na přelomu 19. a 20. století.

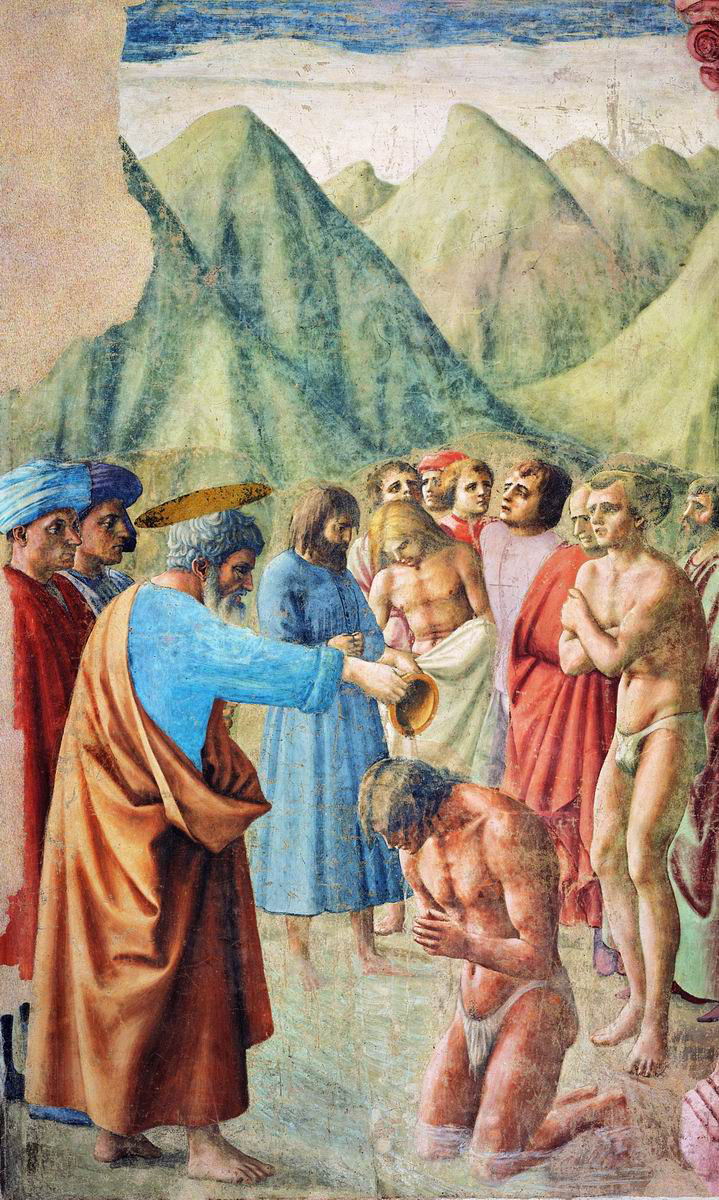
Masacciova malba z 15. století, kaple Brancacci, Florencie

Křest ponořením (známý také jako křest imerzí nebo křest submerzí) je způsob křtu, který se odlišuje od křtu afúzí (poléváním) a asperzí (kropením), někdy bez upřesnění, zda se jedná o úplné nebo částečné ponoření, ale velmi často s uvedením, že křtěná osoba je ponořena do vody úplně. Tento termín se také, i když méně často, používá výhradně pro způsoby křtu, které zahrnují pouze částečné ponoření (viz níže Terminologie).

## Terminologie
Křest ponořením někteří chápou jako ponoření celého těla pod hladinu vody.
Jiní mluví o křtu ponořením jako o kompletním nebo částečném a nepovažují za tautologické označovat určitou formu křtu ponořením jako „úplnou“ nebo „totální“.
Jiní používají termín „křest ponořením (imerze)“ pro pouhé částečné ponoření hlavy do vody nebo polévání hlavy člověka stojícího ve křestním bazénu, a místo toho používají pro křest, který zahrnuje úplné ponoření těla pod vodu, termín „křest potopením (submerze)“.

## Rané křesťanství
Hlavní článek: Křest v raném křesťanství
Učenci se obecně shodují, že raná církev křtila ponořením. Používala i jiné formy. Ponoření bylo pravděpodobně normou, ale v různých dobách a na různých místech se pravděpodobně používalo ponoření, ať už úplné nebo částečné, a také afúze. Křest nemocných nebo umírajících se obvykle prováděl jiným způsobem než částečným ponořením a byl stále považován za platný.
Někteří autoři hovoří o prvních křesťanech, kteří křtili úplným ponořením (tj, ponořením křtěné osoby), nebo uvádějí pouze to, že se upřednostňovalo úplné ponoření. Jiní hovoří o prvních křesťanech, kteří křtili buď ponořením, nebo potopením. V jedné z forem raně křesťanského křtu stál kandidát ve vodě a voda se lila na horní část těla a Oxfordský slovník křesťanské církve uvádí, že přinejmenším od 2. století se křest udílel způsobem, „při němž byla část těla kandidáta ponořena do křestní vody, která byla vylita na zbytek těla“.

### Archeologické důkazy
Hlavní článek: Křest

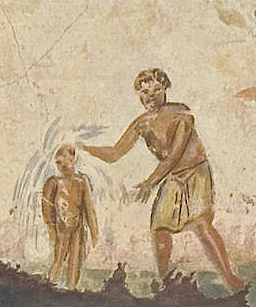
Kalixtovy katakomby: Křest na obraze ze 3. století

William Sanford La Sor, Lothar Heiser, Jean-Charles Picard, Malka Ben Pechat a Everett Ferguson se shodují, že raně křesťanský křest se obvykle prováděl úplným ponořením. Sanford La Sor (1987) považuje za pravděpodobné, že archeologické důkazy svědčí ve prospěch úplného ponoření. Lothar Heiser (1986), podobně chápe literární a obrazové důkazy tak, že ukazují na úplné ponoření. Jean-Charles Picard (1989), dochází ke stejnému závěru, stejně jako Malka Ben Pechat (1989). Studie Everetta Fergusona (2009) podporuje názor La Sora, Heisera, Picarda a Pechata. Frank K. Flinn také tvrdí, že ponoření bylo úplné, a říká, že raná církev dávala přednost úplnému ponoření do proudu nebo do moře, nebo, pokud nebyly k dispozici, do fontány nebo nádrže o velikosti vany.

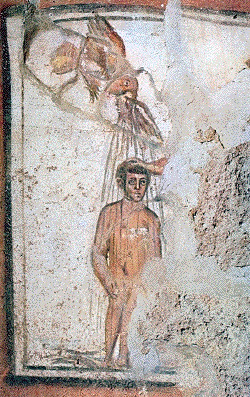
Křest v raně křesťanském umění

Jiná literatura, která komentuje ranou církevní praxi, hovoří o ponoření, aniž by upřesnila, zda se jednalo o úplné nebo částečné ponoření. Jedna z novějších biblických encyklopedií hovoří o „konsensu vědeckých názorů“, že křestní praxe Jana Křtitele a apoštolů byla ponořením. Biblický slovník říká, že křest se obvykle prováděl ponořením. Mezi dalšími zdroji Old uvádí, že se obvykle používalo ponoření (i když ne jediná forma), Grimes říká: „Není pochyb o tom, že raně křesťanský křest byl křtem dospělých ponořením.“ Howard Marshall říká, že ponoření bylo obecným pravidlem, ale používala se také afúze a dokonce kropení, protože „archeologické důkazy podporují názor, že v některých oblastech se křesťanský křest konal afúzí“. Jeho prezentaci tohoto názoru označili Porter a Cross za „přesvědčivý argument“. Laurie Guy říká, že ponoření bylo pravděpodobně normou, ale v různých dobách a na různých místech se pravděpodobně používalo plné ponoření, částečné ponoření a afúze. Tischler říká, že úplné ponoření se zřejmě používalo nejčastěji. Stander a Louw tvrdí, že ponoření bylo převládající praxí rané církve. Grenz říká, že Nový zákon neuvádí konkrétně, jaký úkon křtitel udělal s křtěnou osobou, když byli oba ve vodě, ale dodává „Nicméně docházíme k závěru, že ze tří způsobů nese ponoření nejsilnější argumenty – exegeticky, historicky i teologicky. Proto by za normálních okolností mělo být preferovanou, dokonce jedinou praxí církve.“ Většina badatelů se shoduje, že ponoření bylo praxí novozákonní církve.
Oxfordský biblický slovník (2004) říká: „Archeologické důkazy z prvních staletí ukazují, že křest byl někdy udělován potopením (submerzí) nebo ponořením (imerzí)..., ale také afúzí z nádoby, kdy byla voda vylita na hlavu kandidáta.“
Cambridge History of Christianity (2006) také na základě archeologických nálezů dochází k závěru, že polévání hlavy třikrát vodou bylo časté.
Robin Jensen píše: „Historikové někdy předpokládali, že křest se obvykle konal úplným ponořením – nebo potopením – těla (,máčenímʻ). Archeologické a ikonografické důkazy jsou však v tomto ohledu nejednoznačné. Mnoho – ne-li většina – dochovaných křtitelnic je příliš mělkých na to, aby umožňovaly ponoření. Kromě toho značný počet vyobrazení ukazuje, že křestní voda je vylévána na hlavu kandidáta (afúze), a to buď z nějakého vodního přepadu, nebo z džbánu, nebo z nějaké liturgické nádoby.“ Eerdmanův slovník Bible také zpochybňuje „obvyklý předpoklad, že všechny křty v Novém zákoně byly ponořením“, když uvádí, že některé rané křtitelnice byly dostatečně hluboké, aby se v nich dalo stát, ale ne dost široké, aby se v nich dalo ležet, a zmiňuje, že starověká vyobrazení Krista při jeho křtu ukazují, jak stojí ve vodě hluboké po pás. Ponoření, které používali první křesťané při křtu, „nemuselo znamenat úplné ponoření do vody“, a i když mohlo být běžnou praxí, nebylo považováno za nezbytný způsob křtu, takže se mohly používat i jiné způsoby. Úplné ponoření, na rozdíl od částečného ponoření, mohlo být v raném křesťanství dokonce okrajovou praxí.

### Nejstarší popis křesťanského křtu mimo Nový zákon
Didaché neboli Učení dvanácti apoštolů, anonymní kniha o 16 krátkých kapitolách, je pravděpodobně nejstarším známým písemným návodem pro udílení křtu mimo Bibli. Jeho první verze vznikla asi v letech 60–80 n. l. Druhá, s vsuvkami a doplňky, byla napsána asi v letech 100–150 n. l. Toto dílo, znovuobjevené v 19. století, poskytuje jedinečný pohled na křesťanství v apoštolském věku. Jeho pokyny ke křtu jsou následující:
A nyní ke křtu: takto se křtí. Dejte veřejné poučení o všech těchto bodech a pak křtěte v tekoucí vodě ve jménu Otce i Syna i Ducha svatého... Nemáte-li tekoucí vodu, křtěte v nějaké jiné. Nemůžete-li ve studené, pak v teplé. Nemáte-li ani jedno, pak třikrát vylijte vodu na hlavu ve jménu Otce, Syna a Ducha svatého. Před křtem se navíc musí postit ten, kdo křtí, i ten, kdo je křtěn, a všichni ostatní, kdo mohou. A tomu, kdo je křtěn, musíš říci, aby se předtím jeden nebo dva dny postil.
Komentáře, včetně těch, které rozlišují ponoření od ponoření, obvykle chápou, že Didaché dává přednost křtu ponořením, v „živé vodě“ (tj. v „proudící vodě“); tekoucí voda, chápaná jako symbol života). Barclay poznamenává, že Didaché ukazuje, že křest v rané církvi probíhal pokud možno úplným ponořením. Barton popisuje ponoření v Didaché jako „ideálně úplným ponořením“, a Welch říká, že to bylo „úplné ponoření“. V případě nedostatku vody připouští polévání („afúzi“), které odlišuje od ponoření, přičemž používá řecké slovo ekcheō, („nalít“, v českém překladu) a nikoli baptizō („křtít“, v českém překladu), které však stále považuje za formu křtu (baptisma).
Martin a Davids uvádějí, že Didaché předpokládá „určitou formu ponoření“, a Oxford Dictionary of the Christian Church (Oxfordský slovník křesťanské církve) odkazuje své čtenáře na heslo o ponoření (imerze), které rozlišuje od submerze a afúze.
Didaché uvádí že „první výslovnou zmínku o křtu poléváním, ačkoli Nový zákon možnost této praxe nevylučuje.“ Brownson říká, že Didaché neuvádí, zda se při použití tekoucí vody doporučovalo polévání nebo ponoření, a Sinclair B. Ferguson tvrdí, že jediný způsob, který Didaché zmiňuje, je lití. Lane říká, že „je pravděpodobné, že ponoření bylo ve skutečnosti běžnou praxí křtu v rané církvi, ale nebylo považováno za důležitou záležitost“, a uvádí, že Didaché nenaznačuje, že by lití vody bylo méně platné než ponoření.
Židovsko-křesťanská sekta známá jako ebionité byla známá tím, že se ponořovala do rituální lázně (hebrejsky mikve), přičemž ponáření lidé byli zcela oděni.

## Novozákonní studia
Křesťanští teologové, jako je John Piper, používají několik částí Nového zákona, aby podpořili úplné ponoření („submerzi“) jako zamýšlený symbol:
1) Význam slova baptizo v řečtině je v podstatě „ponořit“ nebo „potopit“, nikoliv pokropit, 2) Popisy křtů v Novém zákoně naznačují, že lidé šli do vody, aby byli ponořeni, a nikoliv, že jim byla přinesena voda v nádobě, aby ji mohli lít nebo jí kropit – Mt 3, 6 (Kral, ČEP), „v Jordánu“; Mt 3, 16 (Kral, ČEP), „vyšel z vody“; Jan 3, 23 (Kral, ČEP), „tam bylo mnoho vody“; Sk 8, 38 (Kral, ČEP), „sestoupil do vody“). 3) Ponoření odpovídá symbolice pohřbení s Kristem – Řím 6, 1–4 (Kral, ČEP); Kol 2, 12 (Kral, ČEP).
Piper tvrdí, že křest odkazuje na fyzické ponoření do vody a vynoření ve víře částečně kvůli odrazu tohoto symbolu v Kolosanům – Kol 2, 12 (Kral, ČEP), kde se říká: „Byli jste s ním pohřbeni ve křtu a spolu s ním vzkříšeni skrze vaši víru v moc Boha, který ho vzkřísil z mrtvých skrze slávu Otce, abychom i my chodili v novém životě.“ Jiní tvrdí, že v Novém zákoně není žádný důkaz o tom, že by se používal jeden způsob křtu.

### Kritika teorie úplného ponoření („submerze“)

#### Gramatická kritika
Jako kritika tvrzení, že ve Sk 8, 38–39 (Kral, ČEP), což je jediná zmínka v Novém zákoně o křesťanském křtu konaném na otevřeném prostranství, úkony „sestoupení do vody“ a „vystoupení z vody“ naznačují, že tento křest byl proveden ponořením, se poukazuje na to, že „sestoupení do“ a „vystoupení z“ řeky nebo stojaté vody, úkony, které se tam připisují jak křtiteli, tak křtěnému, nemusí nutně zahrnovat ponoření do vody. V devatenáctém století napsal antiimerziolog Rev. W. A. McKay polemické dílo proti křtu ponořením a tvrdil, že je to teologický vynález římskokatolické církve. McKay rozlišoval mezi ponořením a litím a domníval se, že βαπτίζω se vztahuje na lití (které McKay chápal jako stání ve vodě a polévání hlavy vodou), na rozdíl od ponoření. Zpochybnil křest ponořením a napsal:
Kde je důkaz, že byl eunuch ponořen? „Vždyť,“ volá Křtitel, „vstoupil s Filipem do vody a zase z ní vyšel.“ Není však taková úvaha malicherná vůči zdravému rozumu? Copak tisíce lidí nevstupují do vody a nevycházejí z ní, aniž by se ponořili pod vodu? Není snad řečeno, že Filip vstoupil do vody a vyšel z ní stejně jako eunuch? „Oba“ šli. Jestliže tedy dokazují, že eunuch byl ponořen, dokazují také, že Filip byl ponořen.
V téže pasáži se křest odlišuje od vstupu do vody: „Oba sestoupili do vody, Filip i eunuch, a on ho pokřtil. A když vylezli z vody...“.
Jak McKay a další také upozornili, řecká předložka εἰς, která je zde přeložena jako „do“, je stejná, jaká je použita, když je Petrovi řečeno, aby šel k moři a vzal první rybu, která se vynoří – Mt 17, 27 (Kral, ČEP), a v dalších pasážích, kde zjevně neznamená ponoření. Ve skutečnosti se v téže 8. kapitole Skutků apoštolů předložka εἰς objevuje jedenáctkrát, ale pouze jednou je běžně překládána jako „(směrem) do“; v ostatních verších, v nichž se objevuje, je nejlépe překládat ji jako „do“. Stejná nejasnost se týká i předložky ἐκ.

#### Lexikální kritika
Jan Kalvín (1509-1564) napsal, že „je zřejmé, že výraz křtít znamená ponořit a že tuto formu používala prvotní církev“, ale ve stejném kontextu (Institutes of the Christian Religion IV, xv, 19), kde použil stejné sloveso „ponořit“, ale naznačil, že to nemusí nutně znamenat ponoření „celé“, také napsal: „Církvím by měla být v tomto ohledu ponechána volnost, aby jednaly podle rozdílnosti zemí. Je jedno, zda je křtěný ponořen celý a zda třikrát či jednou, nebo zda je vodou pouze polit či pokropen“. Moderní odborná lexikografie definuje βαπτίζω jako potopit, namočit nebo ponořit, přičemž uvádí příklady jeho použití pro pouhé částečné ponoření.

#### Syntaktická kritika
Marek – Mk 7, 3–4 (Kral, ČEP) a Lukáš – Lk 11, 38 (Kral, ČEP) jsou dva případy novozákonního použití slovesa baptizo mimo kontext křesťanského křtu. Jeden z nich hovoří o tom, že farizeové nejedí, dokud si důkladně „neumyjí ruce“ (nipto, běžné slovo pro umytí něčeho), a po příchodu z trhu nejedí, dokud se „neumyjí“ (doslova „nepokřtí“, pasivum nebo střední rod slova baptizo). Druhý vypráví, jak se farizeus, u něhož Ježíš jedl, „podivil, že se před večeří nejprve ,neumylʻ (doslova ,nepokřtilʻ, aorist pasiva baptizo)“. Některé komentáře tvrdí, že tyto dvě pasáže ukazují, že slovo baptizo v Novém zákoně nelze považovat za slovo s významem „ponořit“.
V prvním z těchto dvou úryvků jsou jako „umyté“ označeny právě ruce – Mk 7, 3 (Kral, ČEP), nikoli celé osoby, které jsou popsány jako ty, které se (doslova) „pokřtily“ – Mk 7, 4–5 (Kral, ČEP). Zodhiates zde identifikuje význam slova baptizo jako „ponořit se“, i když ne zcela („umýt část těla, například ruce“), ale slovo je moderními anglickými překlady Bible, odbornými komentáři a překladatelskými příručkami překládáno jako „umýt se“ nebo „očistit se“, nikoliv jako „pokřtít se“ nebo „ponořit se“. Ze stejného důvodu uvádí Liddell-Scott-Jonesův řecko-anglický lexikon (1996) další pasáž – Lk 11, 38 (Kral, ČEP) jako příklad užití slova baptizo ve významu „vykonat očistu“, nikoli „křtít“, „ponořit“, „potopit“, „namočit“, „imerze“, a také lexikon Bauera a Dankera jej považuje za příklad odvozeného významu „obřadně omýt za účelem očisty“, odlišného od základního významu („ponořit“) slovesa baptizo, v souladu s názorem, že Lk 11,38 se nemůže týkat úplného ponoření osoby. Odkazy na čištění nádob, v nichž se používá baptizo, se rovněž vztahují k ponoření.

#### Hermeneutická kritika
Symbolika pohřbu v listě Římanům – Řím 6, 4 (Kral, ČEP) a Koloským – Kol 2, 12 (Kral, ČEP) je některými křesťany vnímána jako odkaz nikoli na způsob křtu ve vodě, ale na „duchovní smrt, pohřeb, vzkříšení a nový život“.

## Názory v rámci křesťanství
Formy křtu ponořením se mezi křesťanskými skupinami značně liší. Podle mnohých může být křestní ponoření buď úplné, nebo částečné a přídavná jména jako „úplné“ a „částečné“ slouží k rozlišení, zda se ponoří celé tělo, nebo jen jeho část.

### Východní církve
Pravoslavní zastávají názor, že křest byl vždy prováděn ponořením a není vhodné křtít pokropením vodou. Ponoření se provádí třikrát a označuje se jako „úplné“. Moderní praxe se může u východního obřadu lišit. Everett Ferguson cituje Lothara Heisera, který připouští, že: „V současné praxi křtu nemluvňat v řecké církvi kněz drží dítě co nejhlouběji pod vodou a nabírá vodu na hlavu tak, aby bylo zcela pokryto vodou“, a Oxford Dictionary of the Christian Church (Oxfordský slovník křesťanské církve) uvádí, že obřad, „při němž byla část těla kandidáta ponořena do křestní vody, která byla vylita na zbytek. ... se stále vyskytuje ve východní církvi.“ Pravoslavní považují formu křtu, při níž je osoba ponořena do vody, za normativní. Pouze za výjimečných okolností, např. je-li dítě v bezprostředním nebezpečí smrti, mohou křtít litím nebo, protože ve vzduchu je vždy určitá vlhkost, konat „křest vzduchem“.
Zdá se však, že tento radikální postoj je v současné praxi některých pravoslavných církví stále více diferencovaný, přičemž křty poléváním mimo jakoukoli mimořádnou situaci se běžně provádějí například v Srbské pravoslavné církvi nebo příležitostně v Ruské pravoslavné církvi, včetně samotného moskevského patriarchy Kirilla, a to z pouhých praktických důvodů.

#### Arménští baptisté
Křest částečným ponořením, způsob křtu, který se podle Oxfordského slovníku křesťanské církve stále vyskytuje ve východní církvi, je také formou představenou v Klíči pravdy, textu označovaném jako příručka starých arménských křtitelů, který stanoví, že osoba, která má být pokřtěna, „přijde vkleče doprostřed vody“ a tam složí vyznání víry „vyvolenému“, který „hned nabere vodu do svých rukou a . ... vylije vodu přímo nebo nepřímo na hlavu“.

#### Tomášovští křesťané
Křesťané svatého Tomáše, kteří odvozují svůj původ od apoštola Tomáše, konali křest ponořením do křtitelnice. Ve 21. století se v Syro-Malabarské církvi spolu s ponořením uděluje křest také litím.

### Římskokatolická církev
Podle Katechismu katolické církve,
„Křest se udílí mnohem výrazněji trojnásobným ponořením do křestní vody. Ale již od prvních dob se může udělovat tím, že se třikrát lije voda na hlavu kandidáta.“

### Protestantismus

#### Anabaptisté
Anabaptisté („novokřtěnci“) vykonávají křest dospělých neboli „křest věřících“.
Anabaptisté dostali tento název kvůli tomu, že křtili lidi, které ostatní, ale ne anabaptisté, považovali za již pokřtěné. Neuznávali křest dětí jako pravý křest. Anabaptisté konají křest v interiéru ve křtitelnici, baptisteriu nebo venku v potoce či řece. Způsob křtu věřících je u většiny anabaptistů litím (což je běžné v mennonitských, amišských a hutteritských kostelech). Někteří, jako například Mennonitská bratrská církev, Schwarzenau Brethren (Bratrstvo Schwarzenau) a River Brethren (Říční bratrstvo), však křtí ponořením. Bratrstvo Schwarzenau, anabaptistická denominace, učí, že obřad „je trojí ponoření, tj. ponoření třikrát čelem ve jménu Otce, Syna a Ducha svatého.“ Tři ponoření čelem pro každou osobu Nejsvětější Trojice také představují „tři dny Kristova pohřbu.“ Křest ponořením se u bratrstva Schwarzenau provádí ponořením čelně, protože „Bible říká, že Ježíš sklonil hlavu (sklonil čelo) a zemřel. Křest představuje umírání starého, hříšného já.“
Konzervativní mennonitští anabaptisté považují křest za jedno ze sedmi svěcení. V anabaptistické teologii je křest součástí procesu spásy. Pro anabaptisty se „křest věřícího skládá ze tří částí, Ducha, vody a krve - těchto tří svědků na zemi.“ Podle anabaptistické teologie: (1) Při křtu věřícího je Duch svatý svědkem toho, že kandidát vstupuje do smlouvy s Bohem. (2) Bůh ve křtu věřících „uděluje pokřtěnému věřícímu křestní vodu jako znamení své smlouvy s ním - takový člověk dává najevo a veřejně vyznává, že chce žít v pravé poslušnosti vůči Bohu a spoluvěřícím bezúhonným životem.“ (3) Nedílnou součástí křtu věřícího je poslání kandidáta svědčit světu až do mučednické smrti, což je ozvěnou Ježíšových slov, že „budou pokřtěni jeho křtem a budou svědčit světu, zatímco jejich krev byla prolita.“

#### Baptisté

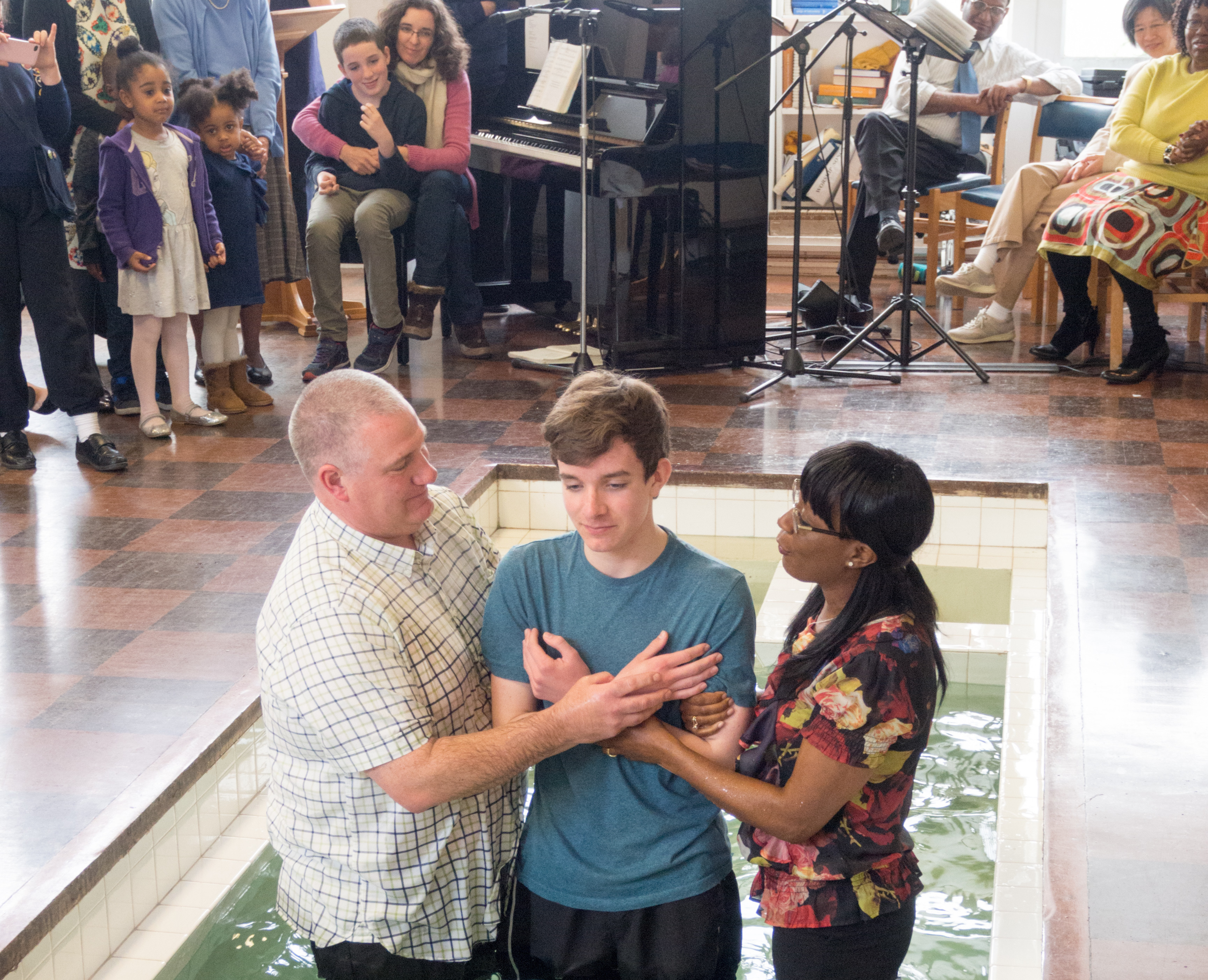
Křest dospělého věřícího ponořením, Northolt (Západní Londýn) Park Baptist Church, ve Velkém Londýně, Baptist Union of Great Britain, 2015

Křest ponořením, který je chápán jako požadavek úplného ponoření těla, je baptisty vyžadován, jak je uvedeno v Baptistickém katechismu z roku 1689: „Křest se správně uděluje ponořením neboli potopením celého těla člověka do vody ve jménu Otce, Syna a Ducha svatého“, což naznačuje, že ponořeno musí být celé tělo, nejen hlava.
Křest podle nich sám o sobě nic nepřináší, ale je vnějším osobním znamením nebo svědectvím, že hříchy člověka již byly smyty Kristovou krví prolitou na kříži. Je považován za smluvní akt, který znamená vstup do nové Kristovy smlouvy.

#### Učedníci Krista a Kristovy církve
Křest ponořením koná Křesťanská církev (Učedníci Krista), ale většinou nenavrhuje nový křest těch, kteří prošli křtem jiné křesťanské tradice. Křest v Církvích Kristových, které mají také kořeny v Hnutí obnovy, se provádí pouze tělesným ponořením.:s.107:124 To vychází z jejich chápání významu slova baptizo, jak je použito v Novém zákoně, z přesvědčení, že více odpovídá Ježíšově smrti, pohřbu a vzkříšení, a že historicky bylo ponoření způsobem používaným v 1. století a že polévání a kropení se později objevilo jako druhotný způsob, když ponoření nebylo možné.:139–140

#### Letniční hnutí (pentekostalismus)

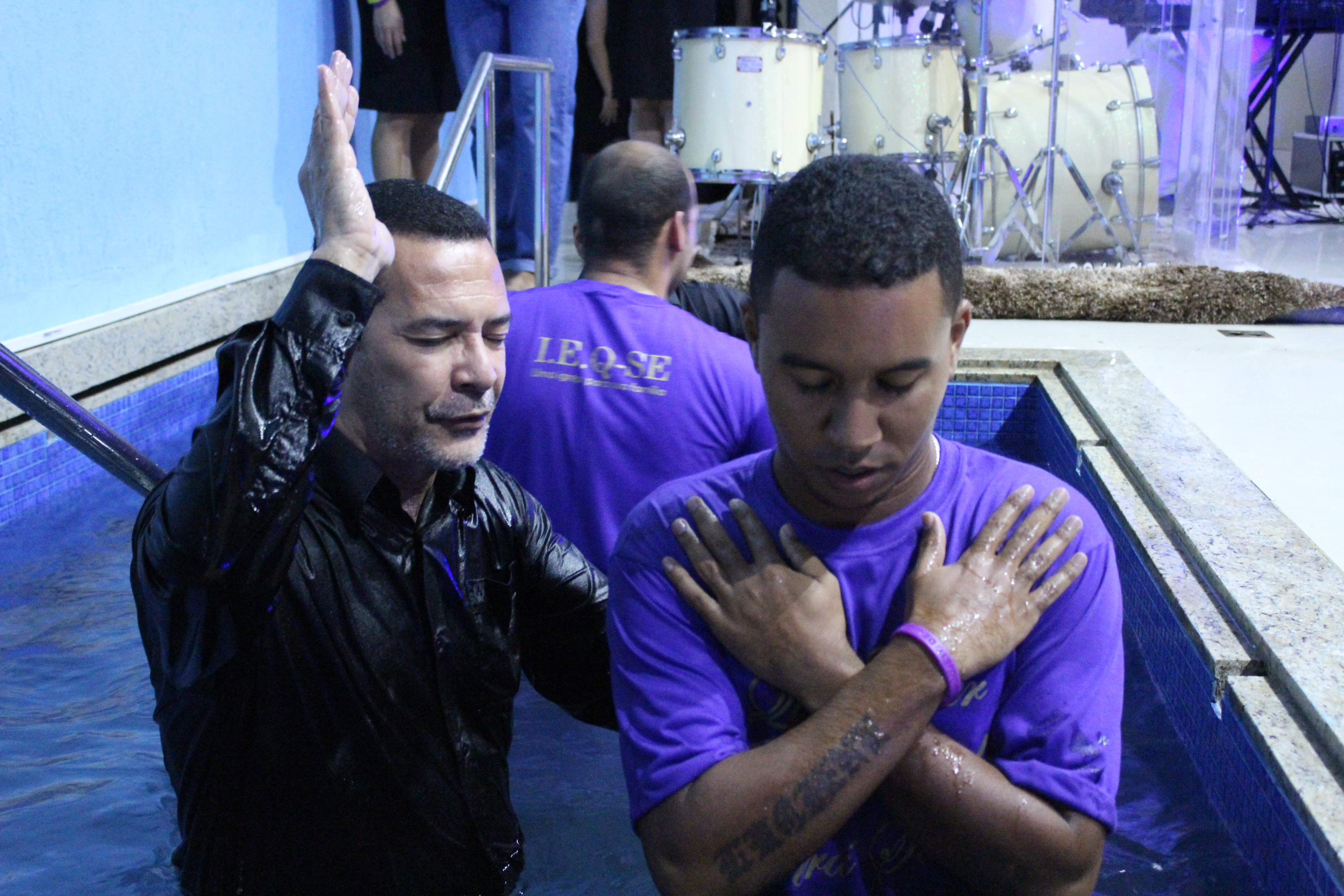
Křest dospělého věřícího ponořením v kostele The Foursquare Church v Aracaju, Brazílie, 2015

Letniční křesťanství (pentekostalismus), které vzniklo kolem roku 1906, provádí křest věřících úplným ponořením.

#### Adventisté sedmého dne
Adventisté sedmého dne věří, že „křest symbolizuje smrt sobě samému a obživnutí v Ježíši“. Adventisté sedmého dne učí, že symbolizuje a vyjadřuje novou víru člena v Krista a důvěru v jeho odpuštění. Pohřben do vody povstává člen k novému životu v Ježíši, posilněn Duchem svatým. Adventisté provádějí křest úplným ponořením. Při úplném ponoření představuje křest smrt sobě a povstání k novému životu v Kristu a očištění od hříchu. Je veřejným prohlášením o změněném životě, vztahu s Ježíšem a touze plně ho následovat.

#### Adventisté sobotního odpočinku
Adventisté sobotního odpočinku vyznávají úplné ponoření při křtu jako symbol smrti „starého člověka“.

#### Volitelný křest ponořením
Mezi hlavní protestantské skupiny, v nichž je křest úplným nebo částečným ponořením nepovinný, i když ne typický, patří anglikáni, luteráni, presbyteriáni, metodisté a Nazarénská církev.

### Ostatní denominace

#### Církev Ježíše Krista Svatých posledních dnů
Oficiální vysvětlení týkající se stavu křtu: „Křest se provádí tak, že jsme spuštěni pod vodu a vyzdviženi zpět osobou, která má k tomu od Boha oprávnění. Tento úkon symbolizuje smrt, pohřbení a vzkříšení Ježíše Krista a také představuje konec našeho starého života a začátek nového života jako Jeho učedníků.“ Nauka a smlouvy (20:72–74) uvádí závazné prohlášení o způsobu:

72 Křest se má udělovat všem, kdo činí pokání, následujícím způsobem –
73 Osoba, která je povolána od Boha a má od Ježíše Krista oprávnění křtít, sestoupí do vody s osobou, která se ke křtu přihlásila, a řekne, oslovujíc ji jménem: Pověřen Ježíšem Kristem, křtím tě ve jménu Otce i Syna i Ducha svatého. Amen.
74 Pak ji ponoří do vody, a znovu ji vynoří z vody.
Křest ponořením je jediným způsobem, jak být zcela přijat za člena, ať už konvertovaného, nebo vychovaného v Církvi; žádná jiná forma není v Církvi Ježíše Krista Svatých posledních dnů přijímána. V jejich chrámech se také provádí křest za zemřelé, aby se toto obřady poskytlo těm, kteří neměli za života příležitost nebo nebyli fyzicky schopni, aby je post mortem přijali podle své vůle. Provádí se stejným způsobem, přičemž dítě nebo dobrovolník zastupuje zemřelého jedince.

#### Kristova komunita
Kristova komunita, dříve známé jako Reorganizovaná církev Ježíše Krista Svatých posledních dnů, udílí křest ponořením.

#### Svědkové Jehovovi
Svědkové Jehovovi považují za nezbytné úplné ponoření do vody.

## Mandejský křest
Hlavní článek: Mandejství
Mandejci uctívají Jana Křtitele a provádějí častý křest (masbuta) jako očistný, nikoli iniciační rituál. Jsou pravděpodobně nejstarším národem, který křest vykonává. Mandejci podstupují křest o nedělích (habšaba) a oblékají si bílé sakrální roucho (rasta). Křest se u mandejců skládá z trojího úplného ponoření do vody, trojího označení čela vodou a trojího vypití vody. Kněz (rabín) pak sejme prsten z myrty, který nosí pokřtěný, a přiloží mu ho na čelo. Poté následuje podání ruky (kušta – ruka pravdy) knězi. Závěrečné požehnání spočívá v tom, že kněz položí pravou ruku na hlavu pokřtěného:102 Živá voda (čerstvá, přírodní, tekoucí voda) je podmínkou křtu, proto se může konat pouze v řekách. Všechny řeky se jmenují Jordán (Jardena) a věří se, že je vyživuje Svět světla. U břehu řeky si mandejci pomažou čelo sezamovým olejem (miša) a účastní se přijímání chleba (pihta) a vody. Křest mandejcům umožňuje spasení spojením se Světem světla a odpuštění hříchů.

## Pět setovských pečetí
Hlavní článek: Pět pečetí
Zatímco někteří badatelé považují Pět pečetí zmiňovaných v setských gnostických textech spíše za literární symboliku než za skutečný náboženský rituál, Birger A. Pearson se domnívá, že Pět pečetí odkazuje na skutečný rituál, při němž byl zasvěcenec pětkrát rituálně ponořen do vody. Pearson také nachází mnoho paralel mezi setským rituálem Pěti pečetí a mandejským křestním rituálem masbuta.

## Ponořování v jiných náboženských skupinách
V judaismu se ponoření do vody (Mikve) používá k rituální očistě a jako přechodový rituál pro proselyty.